# Granada (Minnesota)
Pour les articles homonymes, voir Granada.
Granada est une municipalité américaine située dans le comté de Martin au Minnesota.

## Géographie
La municipalité s'étend en 2010 sur une superficie de 0,59 mille carré (1,53 km2).

## Histoire
La localité de Handy est fondée en 1888, dix ans après l'arrivée du chemin de fer. Elle porte alors le nom de Abner S. et Sally M. Handy, installés sur le site dès 1859.
En 1891, le village est renommé Granada par le Chicago, Milwaukee & St. Paul Railroad, en référence à Grenade (Espagne), pour éviter toute confusion avec une ville du même nom. Granada devient une municipalité en 1895. La gare de Granada est ouverte l'année suivante ; elle fermera à la fin des années 1950.

## Démographie
Lors du recensement de 2010, la population de Granada est de 303 habitants.